# Sega Sports R&D
 (octobre 2019).
Si vous disposez d'ouvrages ou d'articles de référence ou si vous connaissez des sites web de qualité traitant du thème abordé ici, merci de compléter l'article en donnant les références utiles à sa vérifiabilité et en les liant à la section « Notes et références ».
Sega Sports R&D (aussi connu sous le nom Sega Sports Japan) était un studio de développement de jeux vidéo responsable de la série Mario et Sonic aux Jeux olympiques. La société autrefois appelée Team Andromeda puis Smilebit, s'est fait connaitre par son travail sur plusieurs franchises Sega, comme Panzer Dragoon et Jet Set Radio.
En 2016, le studio cesse son activité et fait partie intégrante du Ryu ga Gotoku Studio

## Jeux développés

### Team Andromeda
- Panzer Dragoon (1995)
- Panzer Dragoon II Zwei (1996)
- Panzer Dragoon Saga (1998)

### Smilebit
- Jet Set Radio (2000) (Dreamcast)
- The Typing of the Dead (2000) (Dreamcast, PC)
- 90 Minutes (2001) (Dreamcast)
- Hundred Swords (2001) (Dreamcast, PC)
- Derby Tsuku 2 (2001) (Dreamcast)
- Jet Set Radio Future (2002) (Xbox)
- Soccer Tsuku 2002: J-League Pro Soccer Club wo Tsukurou! (2002) (PlayStation 2)
- Baseball Advance (2002) (Game Boy Advance)
- J-League Pro Soccer Club wo Tsukurou! Advance (2002) (Game Boy Advance)
- The Typing of the Dead 2003 (2002) (PC)
- Gunvalkyrie (2002) (Xbox)
- Panzer Dragoon Orta (2003) (Xbox)
- Derby Tsuku 3: Derby Uma o Tsukurō! (2003) (GameCube, PlayStation 2)
- J-League Pro Soccer Club wo Tsukurou! 3 (2003) (PlayStation 2)
- Ollie King (2004) (Arcade)
- The Typing of the Dead 2004 (2003) (PC)
- J-League Pro-Soccer Club wo Tsukurou! '04 (2004) (PlayStation 2)
- Derby Tsuku 4: Derby Uma o Tsukurō! (2004) (PlayStation 2)

### Sega Sports Japan
- Virtua Striker 4 (2005) (Arcade)
- Virtua Striker 4 Ver. 2006 (2006) (Arcade)
- Mario et Sonic aux Jeux olympiques (2007) (Wii, Nintendo DS)
- Mario et Sonic aux Jeux olympiques d'hiver (2009) (Wii, Nintendo DS)
- Mario et Sonic aux Jeux olympiques de Londres 2012 (2011) (Wii, Nintendo 3DS)
- Mario et Sonic aux Jeux olympiques d'hiver de Sotchi 2014 (2013) (Wii U)
- Mario et Sonic aux Jeux olympiques de Rio 2016 (2016) (Wii U)
- Mario et Sonic aux Jeux olympiques de Tokyo 2020 (2019) (Nintendo Switch)